# Never Too Late
A Never Too Late című dal az ausztrál énekes-dalszerző Kylie Minogue 1989. október 23-án megjelent harmadik kimásolt kislemeze a második Enjoy Yourself című stúdióalbumról. A dal a brit kislemezlista 4. helyét érte el, elsőként nem jutott be az első három helyezett közé ebben az országban. Az első helyet Írországban sikerült elérnie. Ausztráliában a 14. helyen végzett. A dal újra hangszerelt változata a The Abbey Road Sessions című albumon található, mely 2012-ben jelent meg. 
Mike Stock író azt állítja, hogy szándékosan komponálta a dalt "régimódi" lírai témákkal, és egy 20-as évek-beli dal stílusát képzelte el.

## Előzmények
Minogue állítólag azt akarta, hogy az "Enjoy Yourself" című album címadó dala az album harmadik kislemezeként jelenjen meg, de Pete Waterman felülbírálta kérését, és helyette 1989. október 23-án megjelent a "Never Too Late" című dal. A kislemez a 17. helyen debütált a brit kislemezlistán, és a következő héten a negyedik helyre emelkedett. Alacsony debütálása megtörte Minogue hét egymást követő top-2 slágerét, de ez lett a nyolcadik sorozatban az öt legjobb sláger között, és a British Phonographic Industry (BPI) ezüst minősítéssel díjazta az eladott 200 000 feletti példányszámot.

## Kritikák
2023-ban Robert Moran az ausztrál The Sydney Morning Herald bulvárlap munkatársa a dalt a 74. legjobb dalként jellemezte a 183-ból, és a dalt egy "szárnyaló diszkószámnak" minősítette, és hozzátette: "Nem csak egy visszalépés, hanem egy energetikai töréspont is, Kylie növekvő érdeklődése az euro house stílus iránt.

## Kylie's Smiley Mix
A kislemezen B oldalán szereplő Kylie’s Smiley Mix megamix, egy gyűjteményes mix, az eddig megjelent dalokból. Melyek sorrendben a következők: I’ll Still Be Loving You, It’s No Secret, Je Ne Sais Pas Pourquoi, Turn It into Love, I Should Be So Lucky és Got to Be Certain című dalokból készült. A 7"-es kislemezen található megamixben az It’s No Secret és az I’ll Still Be Loving You nem található meg. Az ausztrál verzión a Made in Heaven dal remixe szerepel bónuszként

## Videóklip
A Pete Cornish által rendezett videón Minogue különböző jelmezekben és táncosaival látható különféle hátterek előtt – a jelmezek egy része tehénlányként, '70-es évek diszkójában, kínai ruhában rajongókkal és 1920-as évekbeli flapperként látható. A videó koncepcióját Minogue és Cornish telefonbeszélgetésük során határozták meg, akik mindketten bevallották, hogy kezdetben fogalmuk sem volt arról, hogy mit tegyenek, mielőtt a játékszínház koncepcióját kitalálták volna. Az 1990-ben Ausztráliában megrendezett 32. Logie Awards díjkiosztón  a klip kapta a "Legnépszerűbb zenei videónak" járó díjat.

## Élő előadások

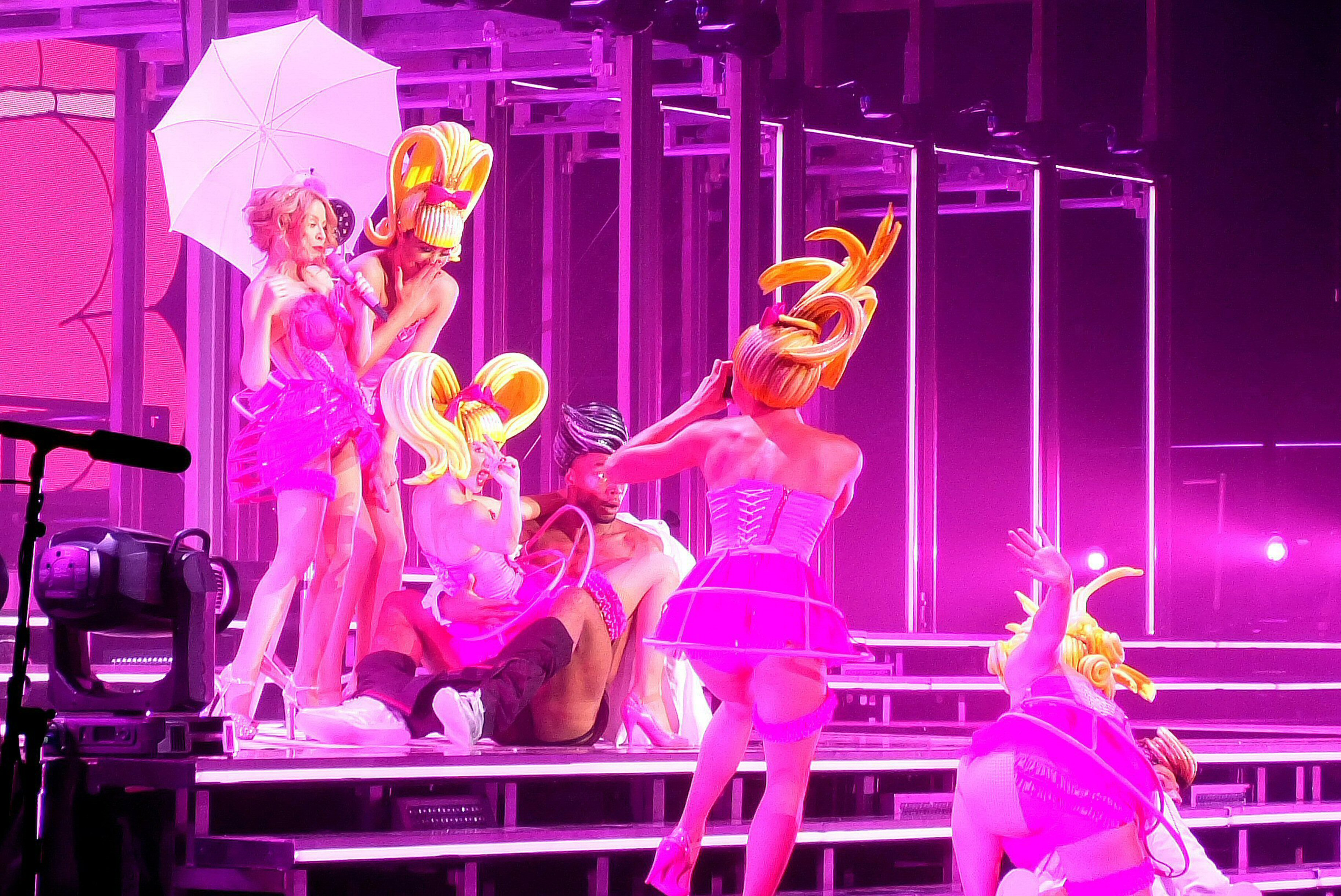
Minogue a "Hand on Your Heart" és a "Never Too Late" egyvelegét adja elő Kiss Me Once turnén (2014)

A "Never Too Late" megjelenése óta Minogue turnéján csak négy alkalommal adta elő. Az első megjelenése az Enjoy Yourself Tour turnén hangzott el. A videoklipben látható tánccal hasonló előadásmódban. A következő előadás 2001-ben az On a Night Like This Tour turnén a Light Years című stúdióalbum népszerűsítésére, melyet a "Hits Medley" részeként adott elő, és 5 PWL dalt tartalmazott. "Step Back in Time, "Never Too Late" Wouldn’t Change a Thing, Turn It into Love és a Celebration. A dal a KylieFever2002 szettlista része volt, mint űrkorszaki változat, hogy a "Cybertronica" című felvonás nyitányaként szerepeljen, de az utolsó pillanatban eltávolították. 2014-ben a Kiss Me Once Tour "Dollhouse Medley" részeként szerepelt a dal, ahol 4 PWL dal kísérte. Hand on Your Heart, "Never Too Late", Got to Be Certain, és az I Should Be So Lucky című dalokkal. A műsornak ebben a részében Minogue rózsaszín kendőben kezdett énekelni, és minden dal elején levett egy réteg ruhát magáról, majd fűzőben, és rövidnadrágban fejezte be, hogy fürdőruhában énekelje el az "I Should be so Lucky"-t utalva egy jelenetre a dal klipjéből. A dalt legutóbb a 2019-es nyári turnén adta elő.

## Formátumok és Számlista
CD kislemez
1. Never Too Late (3:21)
2. Never Too Late (Extended) (6:11)
3. Kylie’s Smiley Mix (Extended) (6:17)

7" kislemez
1. Never Too Late (3:21)
2. Kylie’s Smiley Mix (7" version) (3:59)

12" kislemez
1. Never Too Late (Extended) (6:11)
2. Kylie’s Smiley Mix (Extended) (6:17)

Ausztrál 12" és 7" kislemez, kazetta
1. Never Too Late (Extended) (6:11)
2. Made in Heaven (Heaven Scent Mix) (4:43)

## Slágerlista
| Slágerlista (1989)                    | Legjobb helyezések |
| ------------------------------------- | ------------------ |
| Ausztrália (ARIA)                     | 14                 |
| Europe (European Hot 100 Singles)     | 11                 |
| Franciaország (Single Top 100)        | 26                 |
| Írország (IRMA)                       | 1                  |
| Hollandia (Top 40)                    | 29                 |
| Hollandia (Single Top 100)            | 20                 |
| Új-Zéland (Recorded Music NZ)         | 27                 |
| Spain (AFYVE)                         | 11                 |
| Svájc (Schweizer Hitparade)           | 23                 |
| Egyesült Királyság (UK Singles Chart) | 4                  |
| UK Dance (Music Week)                 | 23                 |
| West Germany                          | 45                 |

| Slágerlista (1989) | Helyezés |
| ------------------ | -------- |
| UK Singles (OCC)   | 74       |

## Minősítések
| Régió                                                       | Minősítés | Eladott példányszám |
| ----------------------------------------------------------- | --------- | ------------------- |
| Egyesült Királyság (BPI)                                    | ezüst     | 200 000^            |
| ^ Kiszállítási példányszámok kizárólag a minősítés alapján. |           |                     |

## Külső hivatkozások
- Megjelenések a Discogs oldalán[17]
- A dal szövege[18]
- Hivatalos honlap[19]